# Pseudocyon
Pseudocyon — вимерлий рід хижих ссавців з родини амфіціонових. Населяв Євразію й Північну Америку в епоху міоцену, протягом приблизно 3.22 мільйона років.
Викопні рештки знайдено в Біломечетській, Росія, Санта-Крус, Нью-Мексико, Понтінь і Малартик, Франція та в Небрасці. Найбільшою знахідкою є нижня щелепа з Нью-Мексико. Оцінка маси тварини, заснована на інтерпретації розміру нижньої щелепи становила ≈ 773 кг.